# S4 Baden-Württemberg

Hauptlogo des Senders

Variante des Logos

S4 Baden-Württemberg war das gemeinsame vierte Hörfunkprogramm des Süddeutschen Rundfunks (SDR) und des Südwestfunks (SWF) für Baden-Württemberg. Es existierte vom 1. Januar 1991 bis zum 30. August 1998, sein Nachfolger heißt SWR4 Baden-Württemberg.
Für Rheinland-Pfalz veranstaltete der Südwestfunk mit SWF4 Rheinland-Pfalz ein eigenes viertes Programm. Obwohl es musikalisch gleich ausgerichtet war, war der Wortanteil wesentlich höher als bei S4 Baden-Württemberg. SWF4 veranstaltete täglich von 5 bis 24 Uhr ein eigenes Programm und wurde nach der Senderfusion unter dem Namen SWR4 Rheinland-Pfalz fortgeführt. Seitdem wurde auch die Kooperation mit dem Schwesterprogramm SWR4 Baden-Württemberg ausgebaut (gemeinsame Sendestrecken während der Abendstunden und am Sonntagmorgen).
Keimzelle des Senders war das Ende der 1980er Jahre geschaffene SDR 4, das zunächst als Mantelprogramm für die heute noch bestehenden Regionalfenster des Süddeutschen Rundfunks diente (bis 1984 waren das Kurpfalz-Radio 91,5, Radio Stuttgart 87,85 und das Ulmer Schwabenradio 96,9/92,6 MHz).
Durch § 13 des Landesmediengesetzes Baden-Württemberg vom 16. Dezember 1985 sollten neue öffentlich-rechtliche Regionalprogramme ausgeschlossen werden, wogegen sich SDR und SWF mittels Verfassungsbeschwerde wandten und durch die sog. 5. Rundfunk-Entscheidung des Bundesverfassungsgerichts vom 24. März 1987 Recht bekamen. Daraufhin entstanden beim SDR Frankenradio und Badenradio.
Unter Einbeziehung des vom Südwestfunk innerhalb von SWF1 betriebenen Freiburger Regionalfensters Radio Breisgau wurde so ein landesweites, durchgängig sendendes Hörfunkprogramm geschaffen. Nach und nach kamen im Sendegebiet des SWF weitere Regionalangebote hinzu, im Raum Stuttgart/Tübingen produzierten SDR und SWF mit dem Württemberg-Radio sogar ein gemeinsames Regionalprogramm.
S4 war nicht zuletzt auch politisch gewollt: Durch die Schaffung des Gemeinschaftsprogrammes konnte die immer wieder geforderte Fusion von SDR und SWF zu Beginn der 1990er Jahre zunächst abgewendet werden. Allerdings waren es gerade die gemeinsamen Projekte beider ARD-Sender (S2 Kultur und S4 Baden-Württemberg), die schließlich zur Fusion führten.
Die Musikfarbe von S4 Baden-Württemberg unterschied sich kaum vom Nachfolgerprogramm: es war sehr melodie-/schlagerbetont. Gesendet wurde täglich wechselnd (um 13 Uhr war die „Sollbruchstelle“) aus Stuttgart und Baden-Baden. Die fehlende zentrale Zuständigkeit war jedoch auch ein Grund, warum im S4-Programm der Wortanteil deutlich geringer war als beim Nachfolger SWR4 Baden-Württemberg, für den einige neue Informationsformate eingeführt wurden. Die meisten Musiksendungen (Notenexpress, Schlagerkarussell, Musikcocktail oder Wunschmelodie) existierten bei SWR4 weiter.
Das Regionalprogramm-Angebot bei S4 Baden-Württemberg war noch im Aufbau begriffen. Einige Regionalfenster existierten schon vor 1991, insbesondere im SDR-Sendegebiet. Mit Radio Breisgau hatte aber auch der SWF schon etwas zu bieten. Für die Gebiete ohne Regionalprogramm gab es weitere Musiksendungen.
Insbesondere der SWF nutzte die Einführung von S4 Baden-Württemberg, um sein erstes Programm deutlicher als Pop- und Oldiewelle zu positionieren. Deutscher Schlager und volkstümliche Musiksendungen (Schlagerparade aus Mainz, volkstümliche Hitparade aus Tübingen) wanderten zügig ins vierte Programm ab. Bei SDR 1 blieb die Musikfarbe nach wie vor heterogen, sie reichte von Schlagern bis hin zu leichter Popmusik.

## Regionalprogramme
| Regionalprogramm       | Sender            | Studio                       | Sendestart        | alter Name            | RDS-Kennung |
| ---------------------- | ----------------- | ---------------------------- | ----------------- | --------------------- | ----------- |
| S4 Kurpfalz-Radio      | SDR               | Mannheim                     | 9. Mai 1979       | SDR 4 Kurpfalz-Radio  | S4 BW MA    |
| S4 Württemberg-Radio   | SDR SWF (ab 1991) | Stuttgart Tübingen (ab 1991) | 1. Juli 1981      | SDR 4 Radio Stuttgart | S4 WUERT    |
| S4 Schwabenradio       | SDR               | Ulm                          | 3. September 1984 | SDR 4 Schwabenradio   | S4 BW UL    |
| S4 Frankenradio        | SDR               | Heilbronn                    | 28. Oktober 1987  | SDR 4 Frankenradio    | S4 BW HN    |
| S4 Badenradio          | SDR               | Karlsruhe                    | 4. Juli 1988      | SDR 4 Badenradio      | S4 BW KA    |
| S4 Radio Breisgau      | SWF               | Freiburg                     | 3. September 1988 | SWF1 Radio Breisgau   | S4 BW FR    |
| S4 Bodensee-Radio      | SWF               | Ravensburg, Konstanz         | 1. Januar 1993    | –                     | S4 BW RV    |
| S4 Tübingen            | SWF               | Tübingen                     | 1. Oktober 1994   | –                     | S4 BW TU    |
| S4 Ortenau-Mittelbaden | SWF               | Freiburg                     | 1. April 1995     | –                     | S4 BW OG    |
| S4 Hochrhein           | SWF               | Lörrach                      | 1. März 1996      | –                     | S4 BW LO    |